# Rohtang La
Rohtang La – przełęcz górska w Himalajach o wysokości 3979 m. Leży w Indiach, w stanie Himachal Pradesh. Znajduje się ok. 50 km od miejscowości Manali. Przełęcz ta łączy dolinę Kullu na południu, z wilgotnym klimatem, zamieszkaną przez wyznawców hinduizmu, z doliną Lahaul, o nieco mniej wilgotnym klimacie i zamieszkaną przez buddystów, na północy. Po południowej stronie przełęczy swe źródła ma rzeka Bjas, a po północnej rzeka Ćanab.